# Otto Uttendörfer
Otto Uttendörfer (* 14. Januar 1870 in Königsfeld im Schwarzwald; † 21. März 1954 in Herrnhut, Sachsen) war Theologe und Ornithologe. Als Ornithologe ist Uttendörfer vor allem durch die systematischen Untersuchungen der Ernährung europäischer Greifvögel und Eulen bekannt geworden, deren Ergebnisse er zusammen mit seinen Mitarbeitern in zwei Büchern und zahlreichen Zeitschriftenartikeln veröffentlichte.

## Leben

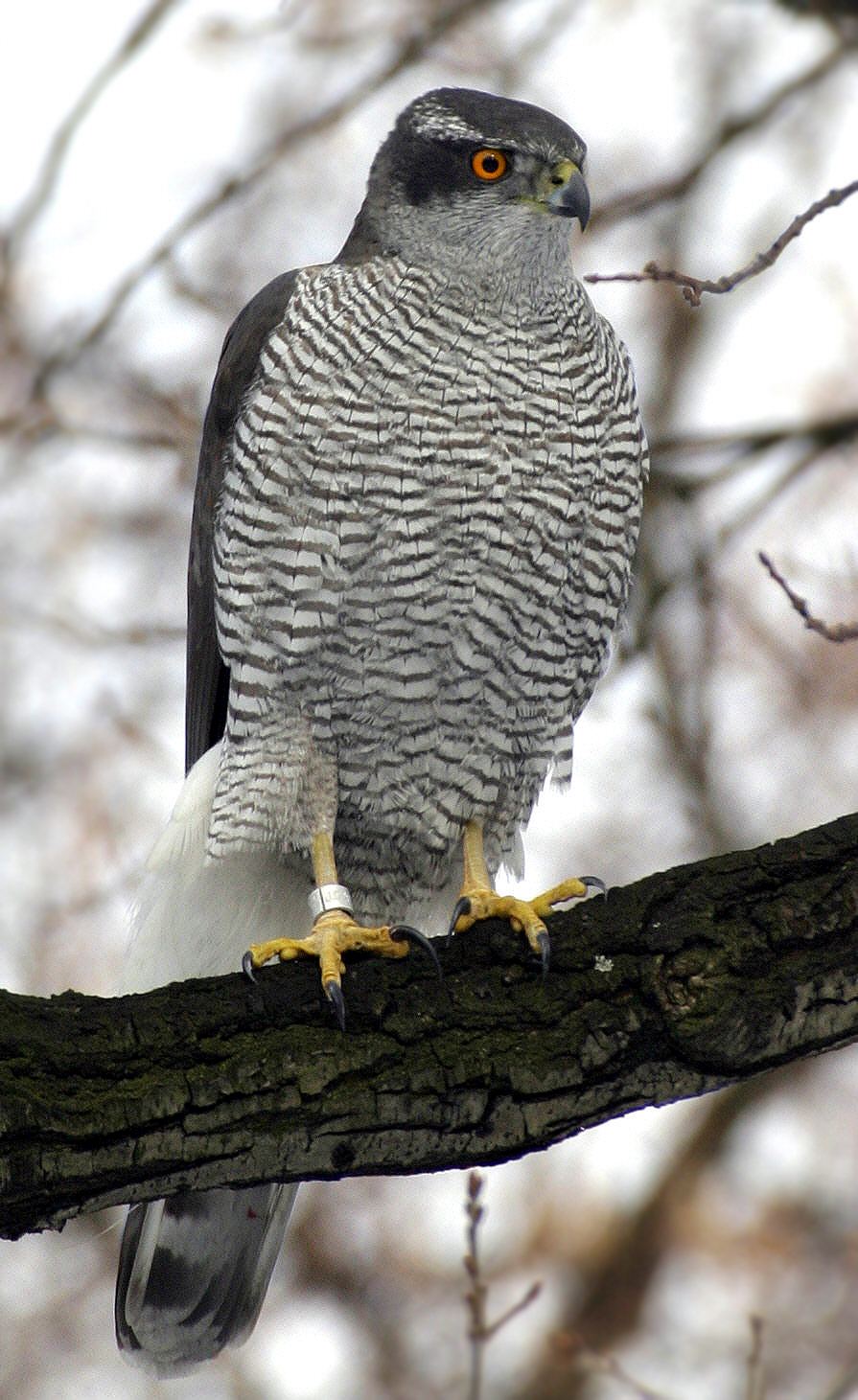
Die Ernährung des Habichts war eines der Forschungsgebiete Uttendörfers

Uttendörfer wurde in Königsfeld als Sohn des Otto Ferdinand Uttendörfer und Marie Uttendörfer, geb. Scheuber geboren. 
Er besuchte 1877 und 1878 die Schule in Gnadenfeld, von 1878 bis 1882 in Herrnhut und von 1882 bis 1889 in Niesky, wo er seine Reifeprüfung am 19. März 1889 ablegte. Er studierte danach von 1889 bis 1892 Theologie am Theologischen Seminar der Herrnhuter Brüdergemeine in Gnadenfeld und schloss das Studium mit einer theologischen Prüfung ab. Von 1892 bis 1897 arbeitete er als Lehrer in Niesky, trotz der nach eigenem Bekunden mangelnden Kenntnisse in Botanik wurde er dort als Lehrer für Naturkunde beschäftigt. Nach einem einsemestrigen Aufenthalt in Göttingen, wo er zoologische und botanische Vorlesungen hörte und an mineralogischen Exkursionen teilnahm, erhielt er Ende 1897 die Ordination zum Diakon und leitete dann bis 1901 als Mitdirektor die Realschule in Gnadenfrei (Schlesien). Er legte 1899 und 1900 zwei Rektorenprüfungen ab und leitete von 1901 bis 1903 das Lehrerseminar der Brüdergemeine in Niesky, wo er Naturwissenschaften lehrte. Uttendörfer bekleidete danach verschiedene Positionen im Schulwesen, ab 1916 war er Leiter der Herrnhuter Ortsschule der Brüdergemeine. Ab 1919 übernahm er außerdem verschiedene Funktionen in der Deutschen Unitätsdirektion (DUD), dem Leitungsgremium der Europäisch-Festländischen Provinz der Brüderunität, zuletzt ab Mai 1930 bis zu seinem Ruhestand am 1. Juli 1937 als stellvertretender Vorsitzender.

## Wissenschaftliche Arbeiten
Uttendörfer begann 1894 zusammen mit William Baer mit der systematischen Suche von Rupfungen bei Greifvögeln. Ab 1901 bildete sich um Uttendörfer eine Arbeitsgemeinschaft von Rupfungs- und Gewöllsuchern, die sich ständig vergrößerte und wohl maximal um die 100 Personen umfasste. Bis 1922 konnten so bereits über 10.000 Greifvogelrupfungen ausgewertet werden. In seinem 1939 erschienenen Hauptwerk Die Ernährung der Deutschen Raubvögel und Eulen konnte er schließlich die Ernährung von 21 europäischen Greifvogel- und Eulenarten anhand von 255.314 Wirbeltierresten darstellen. Ein weiteres Buch mit zusätzlichen Auswertungen erschien 1952. Uttendörfer erhielt für seine ornithologischen Forschungen auf Antrag von Erwin Stresemann und Konrad Herter am 12. Februar 1950 die Ehrendoktorwürde der Mathematisch-Naturwissenschaftlichen Fakultät der Universität Berlin. 
Er beschäftigte sich bis zu seinem Tod 1954 auch sehr intensiv mit der Geschichte der Brüdergemeine sowie mit deren Gründer Nikolaus Ludwig von Zinzendorf. Für seine Forschungen und Publikationen auf diesem Gebiet erhielt er außerdem am 20. Dezember 1950 die Ehrendoktorwürde der Theologischen Fakultät der Philipps-Universität Marburg.

## Werke (Auswahl)
- O. Uttendörfer: Die Ernährung der Deutschen Raubvögel und Eulen. Reprint der 1. Aufl. von 1939, Aula-Verlag, Wiesbaden, 1997 ISBN 3-89104-600-6
- O. Uttendörfer: Neue Ergebnisse über die Ernährung der Greifvögel und Eulen. Vogelwartenbuch Nr. 31. Eugen Ulmer, Stuttgart, 1952.